# クレヨンしんちゃん 嵐を呼ぶ!オラと宇宙のプリンセス
『クレヨンしんちゃん 嵐を呼ぶ!オラと宇宙のプリンセス』（クレヨンしんちゃん あらしをよぶ オラとうちゅうのプリンセス）は、2012年4月14日公開の『クレヨンしんちゃん』劇場映画シリーズ20作目（映画化20周年記念作品）。

## 概要
監督は前作同様増井壮一が担当。上映時間111分で、これはシリーズ最長となる。　
第5作『暗黒タマタマ大追跡』以来、野原家の長女ひまわりを探しにいく作品である。また劇場版シリーズで初めて「宇宙」が舞台になった作品でもある。
ひまわりをお世話するヒマワリ星の“イケメンDEイクメン軍団”にココリコ、土田晃之、藤井隆の4名がゲスト声優として参加する。また、フリーアナウンサーの羽鳥慎一がヒマワリ星のアナウンサー、ハトリシンとして参加する。主題歌は渡り廊下走り隊7が担当している（ただしメンバーは全員本作には出演していない）。
この作品以降、よしながみどり役が寺田はるひ（現：七緒はるひ）、野原銀の介役はチョーが担当。
劇中しんのすけが宇宙の空間ゲートに入った時に見た夢に、過去19作品に登場したヒロイン達・総勢17名《桜ミミ子、ルル・ル・ルル、吹雪丸、リング・スノーストーム、トッペマ･マペット、東松山よね、お色気、指宿、後生掛、春日廉、天城（唯一の敵キャラクター）、つばき、ジャクリーン・フィーニー（ジャッキー）、マタ・タミ、ビクトリア（四膳良子）、金有タミコ、スノモノ・レモン》が登場している（ヒロインが存在しない映画4作品からは誰も登場していない）。また、ひろしの夢には「赤ちゃんの名前が決まったゾ」のリメイクされた紙飛行機対決の回想シーンが挿入され、ひまわりが嫁に行くまでの未来のひろし（『超時空!嵐を呼ぶオラの花嫁』とは異なる姿）が登場する。
全国330スクリーンで公開され、2012年4月14、15日の初日2日間で興収1億9,531万5,600円、動員17万4,672人となり映画観客動員ランキング（興行通信社調べ）で初登場第4位となった。最終興業成績は第7作目以来の10億円割れとなった。

## ストーリー
ある日のこと、しんのすけは昼食のデザートにとプリンを食べようとしていたが、妹のひまわりが狙っていたので遠ざけつつ追い払う。みさえから「お兄ちゃんなんだからあげなさい。」と言われるもしんのすけはほんの少ししか与えず、ひまわりはしんのすけの目を盗んで残りのプリンを食べてしまう。
しんのすけはその仕返しにと、ひまわりのおやつのたまごボーロを一つも残らず食べてしまうが、みさえに叱られたうえにひろしからも咎められてしまい、怒ったしんのすけは思わず「お兄ちゃんなんてやめてやる! オラ、妹なんかいらない! ひまわりなんかいらないゾ!」と吐き捨て、家を飛び出してしまった。
するとしんのすけの目の前に突然、謎の2人組がやってくる。妹を預かると話す彼らは、ひまわりを渡すことに同意する契約書をしんのすけに渡し、しんのすけがそこにサインをすると、野原一家は上空にいたUFOに連れ去られてしまう。しんのすけたちは、地球の兄弟星“ヒマワリ星”に到着し、そこで宇宙の平和のために、ひまわりがこの星の姫にならなければいけないと知らされる。
果たしてひまわりはヒマワリ星の姫として星に残るのか、それとも野原一家の下で暮らすのか。野原一家の行く末はいかに…。

## ヒマワリ星の住人達
本作のオリジナルキャラクター。
キャラクターの名前はすべて太陽系の惑星（ウラナスビン以外は曜日を構成する）からとられている。
サンデー・ゴロネスキー
ヒマワリ星の大王。禿頭で目つきが悪いなど見るからに悪人顔が特徴であるが悪人というわけではない。しかし、ひまわりを拐われた野原一家にとっては、敵役的存在。ごろ寝とダンスが大好き。しんのすけからは「ゴロちゃん」と呼ばれている。
名前の由来は太陽（SUN）から。
ウラナスビン
人が良くうっかり大臣。ナスのような下膨れの顔と体型が特徴。地球にひまわりを探しにきた。終盤ではしんのすけの妨害をする大臣達の中で唯一妨害をすることもなく、ただしんのすけの心配をしていた。
名前の由来は天王星（URANUS）から。
ゲッツ
地球担当。地球に単身赴任をしてひまわりを探しつつもうひとつの任務を行っていた。単身赴任のためか非常に疲れきった表情が特徴。
名前の由来は月から。
マズマズ・イケーメン
イケメン大臣。名前の通りのまずまずのイケメンで、イケメンの選抜には厳しい目を持つ。
名前の由来は火星（MARS）から。
ボインダ・ド・ヨーデス
おねむり大臣。名前の通りの巨乳の持ち主で、数々の赤ちゃんをその胸で眠らせてきた。
名前の由来は土星から。
まーきゅん
おつまみ大臣。目元だけを隠したサングラスと髭が特徴。迷惑なやつは星からつまみだす。
名前は水星（MARCURY）から。
キンキン・ケロンパー
おしゃべり大臣。逆立った髪が特徴で、ホットなニュースをみんなに知らせる。
名前の由来は金星から。
モックン
お運び大臣。パーマがかかった巨漢であり、なんでも運んでくれる。
名前の由来は木星から。
イケメンDEイクメン軍団
イケメンA、イケメンB、イケメンC、イケメンD
ひまわりのベビーシッター役を担当。ひわまり星の配下。見た目は肉食系に見えるが、草食男子でか弱い。自分より弱い者には強い。
イツゴのじいさん、イツゴのばあさん

ひまわり農園でイツゴを育てている。

## キャスト
- 野原しんのすけ - 矢島晶子
- 野原みさえ - ならはしみき
- 野原ひろし - 藤原啓治
- 野原ひまわり - こおろぎさとみ
- シロ、風間くん - 真柴摩利
- ネネちゃん - 林玉緒
- マサオくん - 一龍斎貞友
- ボーちゃん - 佐藤智恵
- まーきゅん - 柴田秀勝
- マズマズ・イケーメン - 三ツ矢雄二
- ボインダ・ド・ヨーデス - 日髙のり子
- キンキン・ケロンパー - 川村万梨阿
- ゲッツ - 辻親八
- ウラナスビン - 岩田光央
- モックン - 隅本吉成
- 園長先生 - 納谷六朗
- よしなが先生 - 寺田はるひ（現：七緒はるひ）
- まつざか先生 - 富沢美智恵
- 上尾先生 - 三石琴乃
- ネネちゃんのママ - 萩森侚子
- ヨシリン - 阪口大助
- ミッチー - 大本眞基子
- 野原銀の介 - チョー
- イツゴのおばさん - 鈴木れい子
- イツゴのおじさん - 木村雅史
- 日本代表 - 星野充昭
- 倉庫番 - 大西健晴
- 護衛 - 後藤史彦
- 配送人 - 梯篤司
- パティシエ - 飯田利信
- ヒマ人 - 吉田小百合
- 子供 - 瀧本富士子、樹元オリエ
- イケメンDEイクメン軍団
  - イケメンA - 藤井隆
  - イケメンB - 田中直樹（ココリコ）
  - イケメンC - 遠藤章造（ココリコ）
  - イケメンD - 土田晃之
- ハトリシン - 羽鳥慎一
- サンデー・ゴロネスキー - 飯塚昭三

## スタッフ
- 原作 - 臼井儀人（らくだ社）
- 脚本 - こぐれ京
- 作画監督 - 原勝徳、大森孝敏、針金屋英郎
- 美術監督 - 高橋佐知、渡辺美穂
- キャラクターデザイン - 原勝徳、末吉裕一郎
- 色彩設計 - 野中幸子
- 撮影監督 - 梅田俊之
- ねんどアニメ - 石田卓也
- 音楽 - 荒川敏行、多田彰文、松尾早人、井内啓二
- 音響監督 - 大熊昭
- 編集 - 村井秀明
- チーフプロデューサー - 和田泰、杉山登、鶴崎りか、箕浦克史
- 監督 - 増井壮一
- 絵コンテ - 増井壮一、髙橋渉、誌村宏明、横山広行
- 作画監督補 - 間々田益男
- 演出 - 増井壮一、高橋渉
- 脚本協力 - 中弘子
- 動画検査 - 小原健二
- 動画 - MarBean Animation、スタジオりぶら、ディオメディア、OH!プロダクション、夢弦館、ベガエンタテイメント、日本アニメーション、アニメスポット、スタジオ・たくらんけ、ラジカルパーティー2、AI、ORANGE
- 仕上 - ライトフット、オフィス フウ、トレース・スタジオM、Wish、ベガエンタテイメント
- 背景 - スタジオ・ユニ、アトリエローク 07
- コンポジット撮影 - アニメフィルム
- 特殊効果 - 佐藤香織（アニメフィルム）
- CGI - つつみのりゆき
- エンディングアニメーション - 林静香
- 撮影協力 - ライトフット
- 音響制作 - AUDIO PLANNING U
- 音響監督助手 - 浦上靖之
- 音響制作デスク - 穂積千愛
- 録音スタジオ - APU MEGURO STUDIO
- ミキサー - 内山敬章
- アシスタント・ミキサー - 小沼則義
- 音響効果 - Fizz Sound Creation、松田昭彦、鷲尾健太郎、風間結花
- 音楽制作 - イマジン　齋藤裕二、マサル
- レコーディングエンジニア - 中村充時
- 音楽協力 - テレビ朝日ミュージック
- ドルビーフィルム・コンサルタント - 河東努、森幹生、コンチネンタルファーイースト（株）
- デジタル光学録音 - 西尾曻
- 連載 - 双葉社、月刊まんがタウン
- オープニングねんどクルー - 志賀剛、石田らどん、折無蓮、松本智子、小粗かもの
- 協力 - 宮島忠
- 編集 - 岡安プロモーション、藤本理子
- 撮影データ管理 - 柏原健二
- 現像 - 東京現像所
- HD編集 - 山本洋平、金沢佳明
- フィルムレコーディング - 増田悦史
- テクニカルアドバイザー - 井出義雄
- ラボ・コーディネート - 内藤彩乃
- ラボ・マネージメント - 井上純一、近藤桂司
- 宣伝プロデューサー - 江上智彦
- 宣伝 - 槙田美香、西川由香里、篠原由樹夫、鈴木聡子
- クレヨンしんちゃん委員会 - 北井敦朗、小嶋慶也、牧元宗弘、沼田真明、小川邦恵、天野賢、杉山由紀子、田中千尋、高橋由美
- 制作進行 - 國安真一、廣川浩二、伊藤貴徳、須藤悟史
- 制作デスク - 山崎智史、永田雄一
- アシスタントプロデューサー - 馬渕吉喜、中世古裕美
- プロデューサー - 吉田有希、本井健吾、鈴木健介
- 制作 - クレヨンしんちゃん委員会（シンエイ動画、テレビ朝日、ADK、双葉社）

## 主題歌
- オープニングテーマ『希望山脈』（ポニーキャニオン）
  - 作詞 - 秋元康 作曲 - ray.m 編曲 - 増田武史 歌 - 渡り廊下走り隊7
- エンディングテーマ『少年よ 嘘をつけ!』（ポニーキャニオン）
  - 作詞 - 秋元康 作曲 - 山下和彰 編曲 - 生田真心 歌 - 渡り廊下走り隊7

## 映像ソフト
- 2012年11月22日発売。アニメクレヨンしんちゃんでは初めてのBD[7]（初回限定版･通常版）･DVD同時発売。

## テレビ放送
- 2013年4月19日にテレビ朝日系列で、テレビ版に編集したものを19:00 - 20:54に放送。